# 普通須腹菌
普通須腹菌（學名：Rhizopogon vulgaris）是傘菌綱牛肝菌目須腹菌屬的一種真菌，與該屬其他種類一樣會形成假松露。本種常與松樹形成外菌根，在農業與園藝上可以作為土壤接種劑使用。